# Gioco di seduzione
 Gioco di seduzione è un film del 1990 diretto da Andrea Bianchi.

## Trama
Giuseppe, collaboratore del conte Enrico, durante l’assenza di questi, concede l’uso del maniero al fotografo Luigi e alla sua troupe, che invadono il vecchio castello che, come tutte le antiche dimore della nobiltà, cela un fantasma nei sotterranei.
L’inatteso ritorno del conte e della contessa Eleonora mette Giuseppe in estremo imbarazzo, ma la troupe riesce, con la simpatia propria degli artisti, ad accattivarsi l’ospitalità dei padroni di casa.
Durante la notte, quando tutto pare tranquillo, il fantasma dell’antenato si risveglia e, tra paura e situazioni esilaranti, riesce a fare partire il fotografo col suo seguito e ristabilire la naturale quiete che da secoli regna sul maniero.